# Curandero

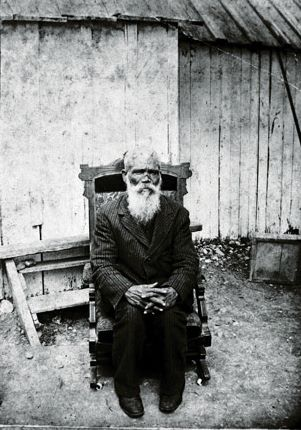
Curandero nella regione texana del Messico

Il curandero, termine molto utilizzato in America Latina, rappresenta la figura moderna del guaritore sciamano. È una persona da cui la gente va per curarsi fisicamente o per scacciare il malocchio, in quanto si suppone dotato di capacità magiche.

## Descrizione
Molto diverso dalla figura occidentale del medico, che si considera attinente solo alla guarigione del corpo fisico, generalmente il curandero si occupa anche di problemi legati alla dimensione spirituale delle persone, utilizzando erbe e rituali.
(Hernán Huarache Mamani )

### Altri casi
Affini ai curanderi, sono famose in Sardegna le donne che praticano lo scongiuro detto "sas oraziones" o "is abrebus", oppure quello chiamato "sa meighina de s'oju", pratica in cui, con vari riti, vengono evocati santi cristiani, così da poter curare chi ha subìto malocchio o è affetto da piccoli malesseri fisici.